# Eudiscoderma thongareeae
Eudiscoderma thongareeae — вид рукокрилих родини Несправжні вампіри.

## Середовище проживання
Цей вид відомий тільки в лісі Бала в найпівденнішій частині півострова Таїланд. Він живе у вічнозелених тропічних лісах.

## Морфологія
Невеликих розмірів, з довжиною голови і тіла між 64,36 і 66,51 мм, довжина стопи між 16 і 18.12 мм, довжина між вухами 32,06 і 37,49 мм і вага до 36,2 гр.
Череп відносно великий. Верхні ікла дуже великі. Вид характеризується наступною зубною формулою:  I 0/2, C 1/1, P 1/2, M 3/3 = 26. Спинна частина темно-коричневого кольору, основи волосся світліші, а черевні частина сірувато-коричнева з білуватими основами волосся. Морда коротка і широка. Вуха великі. Крила широкі і темно-коричневі. Не має хвоста.

## Поведінка
Знаходить притулок в дуплах дерев. Харчується великими жуками.